# بروتوكول التطبيقات المقيدة

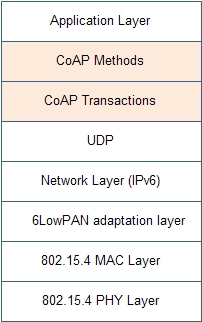

بروتوكول التطبيقات المقيدة (بالإنجليزية: Constrained Application Protocol CoAP) هو نظام نقل مواد الإنترنت عبر الشبكة العنكبوتية (الويب) مصمم للعمل على الأجهزة ذات الموارد المحدودة.
الهدف الأساسي من بنائه كان إيجاد طريقة بديلة عن إتش تي تي بي HTTP الذي يعتبر الطريقة الرئيسة والأكثر انتشاراً لنقل البيانات في الويب (www) لنشر واستقبال صفحات HTML. بروتوكول إتش تي تي بي لم يصمم للأجهزة محدودة الموارد ويعتبر معقدًا بالنسبة لها بحيث لا تستطيع التعامل معه. أما بروتوكول كوأب فقد صمم ليكون بسيطا بحيث يمكن لهذه الأجهزة استخدامه كبديل عن إتش تي تي بي مما قد يجعله من البروتوكولات المهمة في إنترنت الأشياء.
وهو من الطبقة الخامسة لنظام حزمة بروتوكولات الإنترنت وهي طبقة التطبيقات ويستخدم من قبل متصفحات الويب والتي تسمى عميل المستخدم user-agent ويستخدم المدخل رقم 5683 على المخدم غالبا بالتعاون مع الطبقة الرابعة وبالتحديد مع بروتوكول بروتوكول بيانات المستخدم.

## الخصائص
يعمل كوأب كنظيره إتش تي تي بي على نقل البيانات بطريقة يعبر عنها بأنها (غير متقيدة Stateless) بين المخدم والعميل وتعتمد نظام Client Server Response أي نظام الرد بين العميل والمخدم.
تم تصميم كوأب بحيث يحافظ قدر الإمكان على خصائص إتش تي تي بي ولكن بطريقة أبسط وتم تعريف طريقة معيارية للتبادل بين كوأب وإتش تي تي بي بسهولة.

## الوسائل
يعرف نظام كوأب أربعة وسائل من أصل ثمانية وسائل يعرفها إتش تي تي بي. وهذه الوسائل أو الطلبات ترسل إلى المخدم (تسمى أحيانا (verbs)؛ أي أفعال) تصف الطلب المراد على المصدر المرفق.
GET
طلب عرض؛ وهو أكثر وسيلة مستخدمة اليوم على الشبكة.
POST
إرسال معلومات من المستخدم الزبون للهدف المرفق. توضع البيانات ضمن قسم الـ (جسم body) من الطلب.
PUT
تحميل إلى الهدف.
DELETE
مسح الهدف.

## الإصدارات
الإصدار 1.0 
وهو الإصدار الأول والوحيد صدر في حزيران 2014 تحت أسم RFC 7252